# Melochia odorata
Melochia odorata är en malvaväxtart som beskrevs av Carl von Linné d.y.. Melochia odorata ingår i släktet Melochia och familjen malvaväxter. Inga underarter finns listade i Catalogue of Life.